# Adjunción opuesta
En  razonamiento formal, la adjunción opuesta o negación de la implicación opuesta ( {\displaystyle \nleftarrow } ) entre dos proposiciones, a y b, es un conector lógico cuyo  valor de la verdad resulta en verdadero sólo si la condición a es falsa y la condición b es verdadera, y es falso de cualquier otro caso. Existen diferentes contextos dónde se utiliza la implicación opuesta y puede expresarse:
{\displaystyle a\nleftarrow b\;;\quad \lnot (a\leftarrow b)\;;\quad \lnot a\land b\;;\quad b-a}

## Ejemplo en lenguaje natural
- No es asesino, pero sí cómplice.
- No es A pero sí B.
- A{\displaystyle \nleftarrow }B